# Đảo Wake
Đảo Wake (còn gọi là Rạn san hô vòng Wake) là một rạn san hô vòng nằm ở Tây Thái Bình Dương, thuộc phần đông bắc tiểu vùng Micronesia, cách Guam 2.416 km (1.501 dặm) về phía đông, Honolulu 3.698 km (2.298 dặm) về phía tây và Tokyo 3.204 km (1.991 dặm) về phía đông nam. Wake là một lãnh thổ chưa hợp nhất và phi tổ chức của Hoa Kỳ. Đây là một trong những hòn đảo cô lập nhất trên thế giới, nơi gần nhất có người ở là rạn san hô vòng Utirik thuộc quần đảo Marshall cách đó 953 km (592 dặm) về phía đông nam.
Đảo Wake do Không quân Hoa Kỳ quản lý dưới thỏa thuận với Bộ Nội vụ Hoa Kỳ. Sân bay Wake Island được sử dụng chủ yếu làm điểm tiếp nhiên liệu dừng và hạ cánh khẩn cấp cho máy bay quân sự ở giữa Thái Bình Dương là trung tâm diễn ra các hoạt động. 3.000 m (9.800 ft) là độ dài đường băng lớn nhất ở quần đảo Thái Bình Dương. Tọa lạc phía nam đường băng là Wake Island Launch Center, một cơ sở phóng tên lửa Reagan Test Site (chỗ thử tên lửa Reagan) do Cơ quan phòng thủ tên lửa (MDA) và Bộ tư lệnh phòng thủ tên lửa và không gian lục quân Hoa Kỳ (SMDC) điều hành. Có khoảng 94 người sống trên đảo và việc tiếp cận đảo bị hạn chế.
Vào ngày 11 tháng 12 năm 1941, đảo Wake đã trở thành nơi ghi dấu bước lùi đầu tiên về quân sự của Đế quốc Nhật Bản trong cuộc chiến với quân đội Hoa Kỳ trong Chiến tranh thế giới thứ hai. Hải quân, Thủy quân lục chiến và một số nhân viên dân sự đã đẩy lùi cuộc xâm lăng của người Nhật, đánh đắm hai tàu khu trục và một tàu chở lính. Tuy nhiên sau đó 12 ngày, vào ngày 23 tháng 12, quân Nhật đã chiếm được đảo nhờ sự hỗ trợ lớn lao của những chiếc máy bay xuất phát từ tàu sân bay trở về từ trận Trân Châu Cảng. Hòn đảo chịu sự chiếm đóng của quân đội Nhật cho đến cuối cuộc chiến.
Vào ngày 5 tháng 1 năm 2009, tổng thống George W. Bush tuyên bố các vùng đất nổi và ngập nước tại rạn san hô là một phần của Pacific Remote Islands Marine National Monument (tạm dịch: di tích quốc gia hải đảo xa Thái Bình Dương). Vì mục đích thống kê, đảo Wake đã được Tổ chức tiêu chuẩn hóa quốc tế xếp vào nhóm các tiểu đảo xa của Hoa Kỳ (UM-79).

## Địa lý

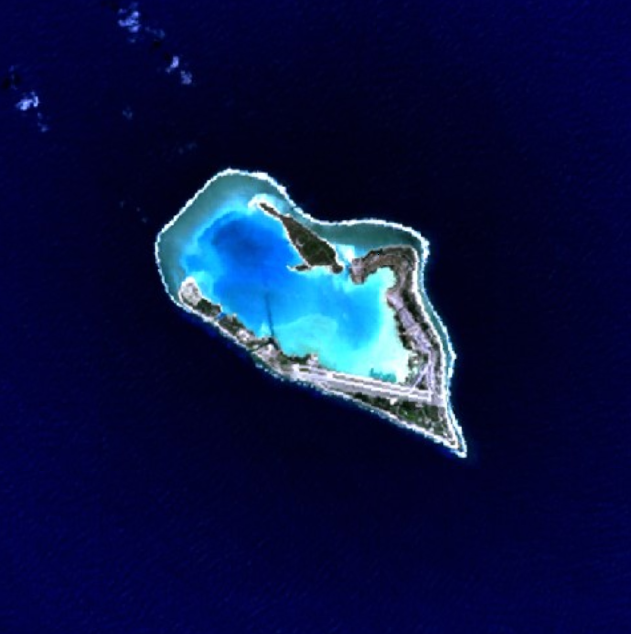
Hình từ vệ tinh Đảo Wake Landsat 7 ETM+

Đảo Wake nằm trong phía tây của Đường phân định ngày quốc tế và đi trước 50 tiểu bang Hoa Kỳ một ngày.
Mặc dù Đảo Wake chính thức được gọi là một đảo nhưng nó thực sự là một rạn san hô vòng bao gồm ba đảo (Đảo Wake, Đảo Wilkes và Đảo Peale) nằm trên vành san hô vây quanh một vụng biển trung tâm. Việc ám chỉ một rạn vòng như một hòn đảo là ý của Hải quân Hoa Kỳ trước Chiến tranh thế giới thứ hai để phân biệt Đảo Wake với các rạn san hô vòng khác, đa số nằm trong lãnh thổ Nhật Bản.
- Vị trí địa lý: 19°18′B 166°38′Đ / 19,3°B 166,633°Đ
- Diện tích (đất): 2,5 dặm vuông Anh (6,5 km²)
- Bờ biển: Quần thể san hô Wake - 21,0 dặm Anh (33,8 km) Đảo Wake - 12,0 dặm Anh (19,3 km)
- Tuyên bố chủ quyền hải phận
  - Khu vực kinh tế đặc biệt: 200 hải lý (370 km)
  - Lãnh hải: 12 hải lý (22 km)
- Các cao độ:
  - thấp nhất: Thái Bình Dương, 0 bộ (0 m)
  - điểm cao nhất: Điểm Vịt (Ducks), 20 bộ (6 m)

## Môi trường

### Khí hậu
Đảo Wake nằm trong vùng khí hậu nhiệt đới nhưng bị ảnh hưởng của bảo thất thường trong mùa đông. Nhiệt độ mặt biển ấm áp quanh năm, lên đến trên 80 °F (26,7 °C) trong mùa hè và mùa thu. Bão nhiệt đới đôi khi đi qua đảo.

### Bão Ioke
Ngày 28 tháng 8 năm 2006, Không quân Hoa Kỳ di tản tất cả 188 người sống trên đảo và đình hoản mọi hoạt động khi bão Ioke, mạnh cấp 5, đi về hướng Đảo Wake. Vào 31 tháng 8, tâm phía tây nam của bão đi qua đảo với sức gió trên 185 dặm một giờ (300 km/h) làm biển dâng lên và sóng to cao đến 20 ft (6m) trực tiếp vào trong phá nước gây thiệt hại lớn. Một đội kiểm định và sửa chữa của Không quân Hoa Kỳ quay trở lại đảo tháng 9 năm 2006 và tu sửa lại phần nào khu vực sân bay và các cơ sở tiện nghi để sau đó đưa mọi thứ trở lại bình thường.

## Lịch sử

### Trước khi người châu Âu tìm ra
Một vài câu chuyện truyền khẩu hiếm hoi của người Marshall bản xứ đã ám chỉ rằng trước khi người châu Âu tới thám hiểm vùng này thì các cư dân Marshall gần đó đã đến nơi ngày nay là Đảo Wake mà họ gọi là Enen-kio sau khi một loại hoa bụi màu cam nhỏ được tìm thấy trên đảo. Theo tôn giáo Marshall cổ, những bùa phép xâm quanh trên người các tù trưởng gọi là Iroijlaplap được xâm bằng xương người còn tươi vì thế đòi hỏi phải có người chịu hy sinh. Một người có thế cứu lấy mình mà không phải hy sinh nếu người ấy lấy được xương cánh của một con chim biển thật to mà nghe nói là chỉ sống ở đảo Enen-kio. Thế là các nhóm nhỏ sẽ đi đến đảo với hy vọng lấy được và mang về cái xương như thế để cứu lấy một mạng người.
Dựa vào câu chuyện truyền khẩu này cùng với khái niệm về quyền sử dụng đất trước tiên để tuyên bố chủ quyền, như thường thấy trong văn hóa người Marshall làm lý lẽ trong dàn xếp các vụ tranh chấp đất đai, một nhóm nhỏ người có nguồn gốc Marshall ly khai, tự gọi họ là Vương quốc EnenKio và tuyên bố chủ quyền đối với Đảo Wake. Chính quyền Quần đảo Marshall và Hoa Kỳ, cả hai cũng đang tranh chấp chủ quyền trên đảo, mạnh mẽ bác bỏ lời tuyên bố chủ quyền này. Không có bằng chứng cho rằng có khu định cư thường trực của cư dân đảo Marshall trên Đảo Wake.

### Các cuộc thám hiểm và khám phá từ châu Âu
Ngày 20 tháng 10 năm 1568, Álvaro de Mendaña de Neyra, một nhà thám hiểm Tây Ban Nha, cùng với hai con tàu Los Reyes và Todos Santos, khám phá ra "một hòn đảo thấp cằn cỏi có chu vi khoảng chừng 8 dặm biển", (league, đơn vị xưa, khoảng 3 hải lý ngày nay). Ông đặt tên là "San Francisco". Dần dần đảo được đặt tên theo Thuyền trưởng William Wake của tàu Prince William Henry khi viếng thăm đảo vào năm 1796. Ngày 20 tháng 12 năm 1840, đoàn thám hiểm của Charles Wilkes thuộc Hải quân Hoa Kỳ đổ bộ lên đảo và thị sát. Đêm 4 tháng 3 năm 1866, chiếc xà lan 650 tấn Libelle của Đức đụng phải đá ngầm của Đảo Wake trong lúc bão. Tàu đang trên đường đi từ San Francisco đến Hồng Kông.

### Hoa Kỳ sở hữu đảo
Hoa Kỳ thôn tính Đảo Wake không người vào ngày 17 tháng 1 năm 1899. Năm 1935, Pan American Airways xây một làng nhỏ có danh xưng là "Làng Pan American Airways" để phục vụ các chuyến bay trên đường bay Hoa Kỳ-Trung Hoa. Làng này là khu định cư của con người đầu tiên trên đảo và phụ thuộc vào lục địa Hoa Kỳ về nguồn cung ứng thực phẩm và nước uống. Nó vẫn hoạt động cho đến khi bị Nhật tấn công vào ngày đầu tiên.

### Xây dựng lực lượng quân sự
Vào tháng 1 năm 1941, Hải quân Hoa Kỳ xây dựng một căn cứ quân sự trên đảo. Ngày 19 tháng 8, trại quân thường trực đầu tiên thuộc Tiểu đoàn phòng vệ Thủy quân Lục chiến số một với quân số 449 sĩ quan và quân nhân đóng trên đảo và được chỉ huy bởi Tư lệnh Hải quân Winfield Scott Cunningham. Trên đảo cũng có 68 nhân sự hải quân và khoảng 1.221 nhân viên dân sự.
Họ được trang bị với sáu khẩu đại bác 127 mm, lấy từ một tuần duyên hạm hư; 12 súng phòng không 76 mm M3 (chỉ duy nhứt một hệ thống ngắm còn sử dụng được); 18 súng máy hạng nặng Browning M2; và 30 súng máy đủ hạng và trong đủ thứ điều kiện nhưng tất cả đều hoạt động.

### Chiến tranh thế giới thứ hai

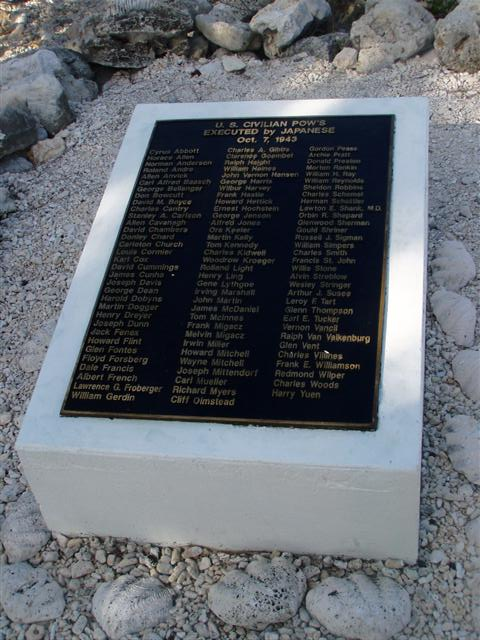
Tượng đài tù binh dân sự Hoa Kỳ

#### Nhật chiếm đóng và đầu hàng
Đảo, bị Nhật Bản chiếm đóng, bị lực lượng Không quân Hoa Kỳ dội bom nhiều lần; một trong các cuộc oanh kích đảo có sự tham gia lần đầu tiên của tổng thống tương lai của Hoa Kỳ là George H.W. Bush.
Ngày 4 tháng 9 năm 1945, lực lượng quân sự Nhật cuối cùng đầu hàng một biệt đội thuộc lực lượng Thủy quân Lục chiến Hoa Kỳ. Trong một buổi lễ ngắn, quân đội Hoa Kỳ nhận sự bàn giao đảo chính thức từ quân đội Nhật.

### Sau chiến tranh
Ngày 14 tháng 10 năm 1950, đảo là nơi họp một ngày giữa Tướng Douglas MacArthur và Tổng thống Harry S. Truman thảo luận chiến lược về căng thẳng Chiến tranh Triều Tiên mà đã bùng phát cách đó bốn tháng.
Từ năm 1974, phi đạo của đảo được dùng cho các máy bay chở hàng thương mại và quân sự của Hoa Kỳ và cũng được dùng cho máy bay đáp khẩn cấp. Có đến trên 700 lần hạ cánh một năm trên đảo. Đảo cũng có hai chỗ neo tàu ngoài khơi cho loại tàu lớn. Ngày 16 tháng 9 năm 1985, các khu di tích có liên quan đến Chiến tranh thế giới thứ hai trên Peale, Wilkes và Quần đảo Wake được chỉ định thành các khu Di tích Lịch sử Quốc gia.
Nhân sự quân sự của Hoa Kỳ đã rời đảo và không có cư dân bản xứ trên đảo. Đảo Wake cùng với hải giới không xác định rõ ràng bị tuyên bố chủ quyền bởi Cộng hòa Quần đảo Marshall, và còn một số nhân viên dân sự sống trên đảo. Tính đến tháng 8 năm 2006, có chừng 200 nhân sự hợp đồng đang hiện diện trên đảo. Đảo vẫn là một vị trí chiến lược trong Bắc Thái Bình Dương và phục vụ như một nơi đáp khẩn cấp cho các chuyến bay liên Thái Bình Dương. Một vài cơ sở phương tiện thời Chiến tranh thế giới thứ hai và xác máy bay, tàu chiến còn trên đảo.
Trong Chiến tranh Lạnh, đảo được sử dụng trong các hoạt động và quốc phòng chiến lược. Lực lượng chỉ huy phòng thủ chống hỏa tiễn và không gian của Lục quân Hoa Kỳ quản lý đảo.

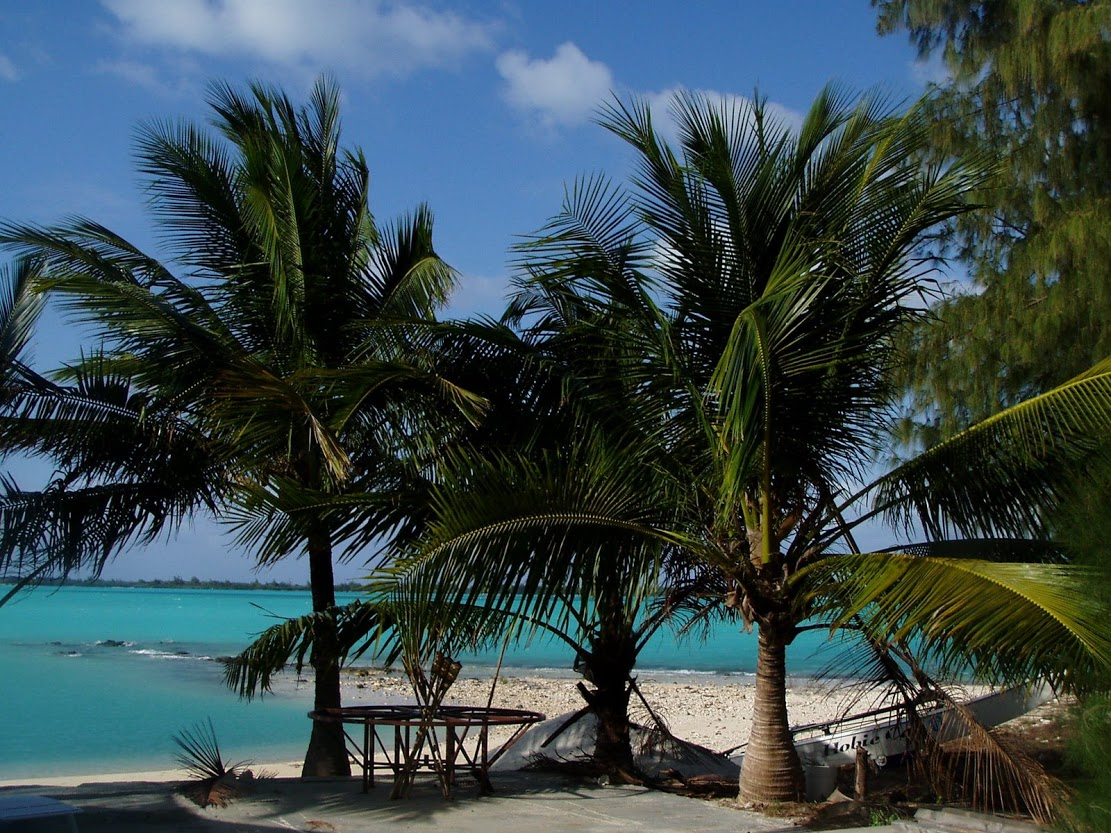
Phá nước chính của Đảo Wake

Từ năm 1974, hỏa tiễn quân sự của Đảo Wake được phóng ở vị trí 19°17′24″N, 166°37′05″E. Các cuộc phóng hỏa tiễn này là để thử nghiệm hệ thống chống hỏa tiễn và sự trở về của các hỏa tiễn từ khí quyển.
Việc tuyên bố chủ quyền trên Đảo Wake của Cộng hòa Quần đảo Marshall  để lại một chút mơ hồ nào đó liên quan đến vai trò giả thiết và thực tế của quân đội Hoa Kỳ, theo thỏa thuận phòng thủ lãnh thổ Marshall, trong trường hợp có xảy ra bất cứ cuộc khủng hoảng chiến lược hay thù địch nào có Đảo Wake trong đó. Tuy nhiên, đảo chính thức bị Hoa Kỳ thôn tính vào thế kỷ 19 và vẫn đang được quản lý bởi Bộ Nội vụ Hoa Kỳ.

## Trại tạm cư cho người di tản Việt Nam
Cuối tháng 3 cho đến giữa tháng 8 năm 1975, Đảo Wake được dùng như một trại tị nạn cho hơn 9.000 người tị nạn Việt Nam rời bỏ nước của họ ra đi sau khi Sài Gòn thất thủ kết thúc Chiến tranh Việt Nam.